# Матрица Картана
В математике термин матрица Картана имеет три значения. Все они названы по имени французского математика Эли Картана. Фактически, матрицы Картана в контексте алгебр Ли впервые исследовал Вильгельм Киллинг, в то время как форма Киллинга принадлежит Картану.

## Алгебры Ли
Обобщённая матрица Картана — это квадратная матрица {\displaystyle A=(a_{ij})} с целыми элементами, такая что
1. Диагональные элементы aii = 2.
2. Недиагональные элементы {\displaystyle a_{ij}\leq 0}.
3. {\displaystyle a_{ij}=0} тогда и только тогда, когда {\displaystyle a_{ji}=0}.
4. A может быть записана в виде DS, где D — диагональная матрица, а S является симметричной.

Например, матрицу Картана для G2 можно разложить следующим образом:
{\displaystyle \left[{\begin{smallmatrix}\;\,\,2&-3\\-1&\;\,\,2\end{smallmatrix}}\right]=\left[{\begin{smallmatrix}3&0\\0&1\end{smallmatrix}}\right]\left[{\begin{smallmatrix}2/3&-1\\-1&\;2\end{smallmatrix}}\right].}
Третье условие не является независимым и является следствием первого и четвёртого условий.
Мы всегда можем выбрать D с положительными диагональными элементами. В этом случае, если S в разложении является положительно определённой, то говорят, что A является матрицей Картана.
Матрица Картана простой алгебры Ли — это матрица, элементы которой являются скалярными произведениями
{\displaystyle a_{ij}=2{(r_{i},r_{j}) \over (r_{i},r_{i})}}
(иногда называемыми целыми числами Картана), где ri — система корней алгебры. Элементы являются целыми ввиду одного из свойств системы корней. Первое условие вытекает из определения, второе — из факта, что для {\displaystyle i\neq j,r_{j}-{2(r_{i},r_{j}) \over (r_{i},r_{i})}r_{i}} является корнем, который является линейной комбинацией простых корней ri и rj с положительным коэффициентом для rj, а тогда коэффициент при ri должен быть неотрицательным. Третье условие верно ввиду симметричности отношения ортогональности. И, наконец, пусть {\displaystyle D_{ij}={\delta _{ij} \over (r_{i},r_{i})}} и {\displaystyle S_{ij}=2(r_{i},r_{j})}. Поскольку простые корни линейно независимы, то S является их матрицей Грама (с коэффициентом 2), а потому является положительно определённой.
И обратно, если дана обобщённая матрица Картана, можно найти соответствующую ей алгебру Ли (см. подробности в статье Алгебра Каца — Муди).

### Классификация
Матрица A размером {\displaystyle n\times n} является разложимой, если существует непустое подмножество {\displaystyle I\subset \{1,\dots ,n\}} такое, что {\displaystyle a_{ij}=0} для всех {\displaystyle i\in I} и {\displaystyle j\notin I}. A является неразложимой, если это условие не выполняется.
Пусть A — неразложимая обобщённая матрица Картана. Мы говорим, что A имеет конечный тип, если все её главные миноры положительны, что A имеет аффинный тип, если все её собственные главные миноры положительны и определитель матрицы A равен 0 и что A имеет неопределённый тип в остальных случаях.
Неразложимые матрицы конечного типа классифицируют простые группы Ли конечной размерности (типа {\displaystyle A_{n},B_{n},C_{n},D_{n},E_{6},E_{7},E_{8},F_{4},G_{2}}), в то время как неразложимые матрицы аффинного типа классифицируют аффинные алгебры Ли (над некоторыми алгебраически замкнутими полями с характеристикой 0).

#### Определители матриц Картана простых алгебр Ли
Определители матриц Картана простых алгебр Ли даны в таблице.
| {\displaystyle A_{n}} | {\displaystyle B_{n}}, {\displaystyle n\geq 2} | {\displaystyle C_{n}}, {\displaystyle n\geq 2} | {\displaystyle D_{n}}, {\displaystyle n\geq 4} | {\displaystyle E_{n}}, {\displaystyle n=6,7,8} | {\displaystyle F_{4}} | {\displaystyle G_{2}} |
| n+1                   | 2                                              | 2                                              | 4                                              | 9-n                                            | 1                     | 1                     |

Другое свойство этого определителя — он равен индексу ассоциированной системы корней, то есть он равен {\displaystyle |P/Q|}, где {\displaystyle P,Q} обозначают весовую решётку и корневую решётку соответственно.

## Представления конечномерных алгебр
В теории модулярных представлений и в более общей теории представлений конечномерных ассоциативных алгебр, не являющихся полупростыми, матрица Картана определяется путём рассмотрения (конечного) множества главных неразложимых модулей и написания композиционных рядов для них в терминах простых модулей, получая матрицу целых чисел, содержащую число вхождений простого модуля.

## Матрицы Картана в M-теории
В М-теории можно представить геометрию как предел двуциклов, которые пересекают друг друга в конечном числе точек, при стремлению площади двуциклов к нулю. В пределе возникает группа локальной симметрии. Матрица индексов пересечения базиса двуциклов, гипотетически, является матрицей Картана алгебры Ли этой группы локальной симметрии.
Это можно объяснить следующим образом: в M-теории имеются солитоны, являющиеся двумерными поверхностями, называемыми мембранами или 2-бранами. 2-браны имеют натяжение и потому стремятся к уменьшению, но они могут быть обёрнуты вокруг двуциклов, предотвращающих схлапывание мембран до нуля.
Можно осуществить компактификацию одной размерности, в которой находятся все двуциклы и их точки пересечения, и взять предел, при котором размерность схлапывается до нуля, тем самым получая понижение по этой размерности. Тогда получаем теорию струн типа IIA как предел M-теории с 2-бранами, оборачивающими двуциклы, теперь представленными как открытые струны, натянутые между D-бранами. Имеется группа локальной симметрии U(1) для каждой D-браны, подобная степеням свободы движения без изменения ориентации. Предел, где двуциклы имеют нулевую площадь, является пределом, где эти D-браны находятся на вершине друг друга.
Открытая струна, натянутая между двумя D-бранами представляет генератор алгебры Ли, и коммутатор двух таких генераторов является третьим генератором, представленным открытой струной, который можно получить путём склеивания рёбер двух открытых струн.
Дальнейшие связи между различными открытыми струнами зависит от способа, которым 2-браны могут пересекаться в исходной M-теории, то есть в числе пересечений двуциклов. Таким образом, алгебра Ли зависит полностью от этих чисел пересечения. Связь с матрицей Картана предполагается, потому что она описывает коммутаторы простых корней, которые связаны с двуциклами в выбранном базисе.
Заметим, что генераторы в подалгебре Картана представлены открытыми струнами, которые натянуты между D-браной и той же браной.